# Беленешть (Горж)
Беленешть, Беленешті (рум. Bălănești) — село у повіті Горж в Румунії. Входить до складу комуни Беленешть.
Село розташоване на відстані 224 км на захід від Бухареста, 9 км на схід від Тиргу-Жіу, 88 км на північ від Крайови.

## Населення
За даними перепису населення 2002 року у селі проживали 775 осіб, усі — румуни. Усі жителі села рідною мовою назвали румунську.